# Malone (Florida)
Malone es un pueblo ubicado en el condado de Jackson, Florida, Estados Unidos. Tiene una población estimada, a mediados de 2022, de 1559 habitantes.

## Geografía
La localidad está ubicada en las coordenadas 30°57′32″N 85°9′44″O / 30.95889, -85.16222 (30.95895, -85.162154). Según la Oficina del Censo de los Estados Unidos, tiene una superficie de 7.90 km², correspondientes en su totalidad a tierra firme.

## Demografía

### Censo de 2020
Según el censo de 2020, en ese momento había 1959 personas residiendo en la localidad. La densidad de población era de 247.97 hab./km².
| Raza                   | Núm. | Porc.  |
| ---------------------- | ---- | ------ |
| Afroamericanos         | 920  | 46.96% |
| Blancos                | 858  | 43.80% |
| Amerindios             | 7    | 0.36%  |
| De otras razas         | 109  | 5.56%  |
| De una mezcla de razas | 65   | 3.32%  |
| Total                  | 1959 | 100%   |

Del total de la población, el 13.27% son hispanos o latinos de cualquier raza.

### Censo de 2010
Según el censo de 2010, en ese momento había 2088 personas residiendo en Malone. La densidad de población era de 257.81 hab./km². El 46.93% de los habitantes eran blancos, el 45.16% eran afroamericanos, el 0.29% eran amerindios, el 1.48% eran asiáticos, el 0.1% eran isleños del Pacífico, el 3.83% eran de otras razas y el 2.2% eran de una mezcla de razas. Del total de la población, el 12.69% eran hispanos o latinos de cualquier raza.